# Anna de Austria (1528-1590)
Anna de Austria (n. 7 iulie 1528, Praga, Regatul Boemiei – d. 16 octombrie 1590, München, Ducatul de Bavaria) aparținând Casei de Habsburg, a fost arhiducesă a Austriei și ducesă de Bavaria prin căsătoria cu Albert al V-lea de Bavaria.

## Biografie
Anna a fost a doua fiică a împăratului romano-german Ferdinand I (1503–1564) și a soției sale, Anna Iagello (1503–1547), fiica regelui Vladislav al II-lea al Boemiei și Ungariei.
Deși nu era o femeie frumoasă, datorită educației primite și înclinațiilor ei religioase, Anna a încheiat o căsătorie avantajoasă conform „politicii căsătoriei” din Casa de Habsburg. Dispunând de o inteligență practică, ea a dezvoltat foarte devreme un puternic simț al familiei și o plăcere deosebită pentru viața magnifică de la curtea din Viena.
Anna a fost logodită de două ori: întâi cu Teodor, prințul Bavariei (1526–1534), apoi cu ducele Carol al II-lea de Orléans (1522–1545), însă ambii au murit înainte de căsătorie. La vârsta de 18 ani, Anna s-a căsătorit pe 4 iulie 1546 la Regensburg cu viitorul duce Albert al V-lea de Bavaria (1528–1579), fratele primului ei logodnic. Zestrea ei a fost de 50 000 de guldeni. Cuplul a locuit la Castelul Trausnitz din Landshut până când Albert l-a succedat pe tatăl său la cârmuirea Ducatului Bavaria-Landshut. Datorită reînnoitei legături a Bavariei cu familia imperială, ducele Wilhelm al IV-lea a acordat permisiunea trupelor împăratului să traverseze teritoriul ducatului, îndreptându-se împotriva forțelor Ligii de la Schmalkalden pentru a cuceri orașul Ingolstadt (Războiul Schmalkaldic).
Anna și Albert au avut o mare influență asupra vieții intelectuale și spirituale a  orașului München dându-i reputația unui oraș al artelor prin donații financiare semnificative și prin înființarea diferitelor muzee. Ei au fost susținătorii pictorilor Hans Mielich și Orlando di Lasso  și l-au adus la curte pe Giovanni Pierluigi da Palestrina considerat cel mai important compozitor al secolului al XVI-lea. În afara Renașterii italiene, relațiile cu cultura spaniolă habsburgică și-au făcut, de asemenea, resimțită influența. Prin colecția lor de cărți, Anna și Albert au pus piatra de temelie a Bibliotecii de stat a Bavariei.
Fiind foarte evlavioasă, Anna a sprijinit prin donații financiare semnificative Mănăstirea Vadstena din Suedia reformată și a fost susținătoarea Ordinului Franciscan. Anna a participat la creșterea și educarea strictă a nepotului ei, viitorul principe elector Maximilian I al Bavariei, care a primit numele fratelui său. Ca văduvă, Annei cea iubitoare de artă, i-a fost destinată o clădire construită în Reședința din München, unde a întreținut propria curte după moartea soțului ei în 1579 având la dispoziție suma de 200 000 de guldeni.
Ca descendent direct al arhiducesei Anna, viitorul împărat Carol al VII-lea a revendicat moștenirea posesiunilor ereditare habsburgice bazându-se pe testamentul împăratului Ferdinand I care stipula că, după moartea moștenitorilor săi pe linie masculină, fiica sa Anna și descendenții ei pe linie masculină urmau să primească moștenirea habsburgică. Această prevedere făcea parte și din contractul de căsătorie al Annei cu Albert, care stipula că, după stingerea linieihabsburgilor germani din Boemia, Silezia și Moravia și după stingerea liniei habsburgilor spanioli, Ungaria și posesiunile ereditare reveneau, de asemenea, Annei și descendenților ei masculini.

## Căsătorie și descendenți
Anna s-a căsătorit pe 4 iulie 1546 la Regensburg cu viitorul duce Albert al V-lea de Bavaria (1528–1579). Din căsătoria lor au rezultat șapte copii:
- Carol (n./d. 1547);
- Wilhelm (1548–1626), duce de Bavaria, căsătorit în 1568 cu Renata de Lorena (1544–1602);
- Ferdinand (1550–1608), căsătorit morganatic în 1588 cu Maria Pettenbeck (1574–1614);
- Maria Anna (1551–1608), căsătorită în 1571 cu Carol al II-lea, arhiducele Austriei (1540–1590);

- Maximiliana Maria (1552–1614);
- Frederic (1553–1554);
- Ernest (1554–1612), principe elector și arhiepiscop de Köln.